# Dżibuti na Letnich Igrzyskach Olimpijskich 2024
Dżibuti na Letnich Igrzyskach Olimpijskich 2024 – reprezentacja Dżibuti na Letnich Igrzyskach Olimpijskich 2024, które odbyły się w dniach 26 lipca – 11 sierpnia 2024 roku w Paryżu. Był to dziesiąty występ zawodników z tego kraju na letnich igrzyskach olimpijskich. Reprezentacja składała się z siedmiu sportowców – pięciu mężczyzn oraz dwóch kobiet.

## Skład reprezentacji

### Judo
| Zawodnik           | Konkurencja  | 1/16             | 1/8              | Ćwierćfinał      | Półfinał         | Finał/BM         | Pozycja | Źródła |
| Zawodnik           | Konkurencja  | Przeciwnik Wynik | Przeciwnik Wynik | Przeciwnik Wynik | Przeciwnik Wynik | Przeciwnik Wynik | Pozycja | Źródła |
| ------------------ | ------------ | ---------------- | ---------------- | ---------------- | ---------------- | ---------------- | ------- | ------ |
| Alexandre Houssein | do 73 kg (m) | Hristov P 0-10   | NQ               | NQ               | NQ               | NQ               | 17.     | [ 2 ]  |

### Lekkoatletyka

#### Konkurencje biegowe
| Zawodnik            | Konkurencja | Eliminacje | Eliminacje | Finał   | Finał   | Pozycja | Źródła |
| Zawodnik            | Konkurencja | Czas       | Pozycja    | Czas    | Pozycja | Pozycja | Źródła |
| ------------------- | ----------- | ---------- | ---------- | ------- | ------- | ------- | ------ |
| Ibrahim Bouh Hassan | maraton (m) | -          | -          | 2:09:31 | 14.     | 14.     | [ 3 ]  |
| Samiyah Hassan Nour | 5000 m (k)  | 15:13,63   | 15.        | NQ      | NQ      | 25.     | [ 4 ]  |
| Mohamed Ismail      | 5000 m (m)  | 13:57,47   | 15.        | NQ      | NQ      | 15.     | [ 5 ]  |
| Abdi Waiss          | 5000 m (m)  | 14:11,88   | 11.        | NQ      | NQ      | 29.     | [ 5 ]  |

### Pływanie
| Zawodnik               | Konkurencja              | Eliminacje | Eliminacje | Półfinał | Półfinał | Finał | Finał   | Pozycja | Źródła |
| Zawodnik               | Konkurencja              | Czas       | Pozycja    | Czas     | Pozycja  | Czas  | Pozycja | Pozycja | Źródła |
| ---------------------- | ------------------------ | ---------- | ---------- | -------- | -------- | ----- | ------- | ------- | ------ |
| Naima-Zahra Amison     | 50 m stylem dowolnym (k) | 33,69      | 3.         | NQ       | NQ       | NQ    | NQ      | 75.     | [ 6 ]  |
| Houmed Houssein Barkat | 50 m stylem dowolnym (m) | 26,00      | 7.         | NQ       | NQ       | NQ    | NQ      | 54.     | [ 7 ]  |